# Issoufou Katambé
Issoufou Katambé est une personnalité politique nigérienne, ministre de la Défense du Niger de 2020 à 2021.

## Biographie

### Formation et débuts
Issoufou Katambé est mathématicien de formation.

### Carrière
Il est nommé ministre de la Défense en 2019 en remplacement de Kalla Moutari. Il est auparavant ministre de l'Hydraulique.
En avril 2021, Alkassoum Indatou lui succède au poste de Ministre de la Défense.